# Scooby-Doo (szereplő)
Scooby-Doo a Scooby-Doo rajzfilmsorozatok címszereplője.

## Tulajdonságai
Scooby-Doo gyáva, de szép dán dog. Gazdája, egyben legjobb barátja Bozont (angolul: Shaggy Rogers). Scooby Doo és Bozont sok hasonló tulajdonsággal rendelkezik, beleértve a hatalmas étvágyat és a gyávaságot. Gyakran megvesztegethetőek néhány Scooby Snackkel, hogy a gonosztevők nyomába induljanak. Általában véletlenek alapján jönnek rá a rejtélyek megoldására.
Scooby minden szériában barna, fekete foltokkal. Kis borostája és kékes nyakörve van, medálján SD jelzés. Minden részben más elrendezésű foltjai vannak, kivéve a Mizújs, Scooby-Doo?-ban, itt középen egy nagy foltja, és két mellső lábán két-két foltja van.
Scooby-Doo, merre vagy? / A Scooby-Doo-show: Scooby Bozonttal tűnik fel, és a történet végén is akaratlanul ő válik az epizód hősévé. Ebben a szériában még gyakran talál nyomokat, melyek előbbre mozdítják a nyomozást is.
Scooby-Doo és Scrappy-Doo: Scooby felelősségteljes nagybácsivá válik, ám gyávasága változatlan marad, igaz, ezt próbálja erőteljesen leplezni és kisebb füllentésekkel megmaradni unokaöccse hősének.
Scooby-Doo és a 13 szellem: Habár Scooby-Doo személyiségében továbbra sem változik semmi, szert tesz egy gumikacsára. A felelősségteljes nagybácsi szerepétől elesik, mert Scrappy érettebb, megfontoltabb viselkedést mutat.
Mizújs, Scooby-Doo?: Scooby elkezd érdeklődni a modern dolgok iránt, s félelme helyett inkább étvágya lesz hangsúlyos.
Bozont és Scooby-Doo: Scooby egyre vagányabb lesz, mind jobban hasonlítva embertársaira. Itt már kifejezetten szereti az extrém dolgokat, ebből is látszik, hogy nem olyan gyáva.

## Szerelmi érdeklődései
- Csillag: A Scooby-Doo és az idegen megszállók c. filmben Scooby találkozik Csillaggal, aki annyiban hasonlít rá első látásra, hogy ugyanakkora kutya, mint Scooby. Először Csillag kevés érdeklődést mutat Scooby felé, majd egyre többet. Scooby már a film elejétől bele van zúgva Csillagba. Később kiderül, hogy Csillag egy űrlény és el kell hagynia a Földet.
- Chiquita: A Scooby-Doo és a mexikói szörny c. filmben Scooby a nála jóval kisebb Chiquita-nál próbálkozik, akinél ez azonnal sikerül is. Chiquitának megtetszik Scooby vicces és ügyetlen stílusa.
- Googy: Ez a kapcsolat nem mondható igazi szerelmi érdeklődésnek, mindössze annyi, hogy a Scooby-Doo és a vonakodó farkasember-ben Scooby többször is csókot követel Googy-tól, aki természetesen ezt inkább mellőzi a legtöbb alkalommal.
- Sandy Duncan: A Scooby-Doo újabb kalandjai-ban Scooby Sandy Duncan-be szeret bele, Sandy pedig ezen csak nevet és jókedvűen simogatja, ápolgatja a kutyát.
- Szánhúzó kutya: A Hófenevad, add meg magad! c. részben Scooby beleszeret az egyik szánhúzó kutyába, és ez a szerelme nem marad viszonzatlanul.

## Szinkronhangjai

### Eredeti szinkronhangok
- Don Messick (1969–1995)
- Hadley Kay (Johnny Bravo, 1997)
- Scott Innes (1998–2001 / video játékok, 2001-2005)
- Neil Fanning (Scooby-Doo – A nagy csapat, 2002 / Scooby-Doo 2. – Szörnyek póráz nélkül, 2004)
- Frank Welker (2002–jelen)
- J.P. Manoux (Okos Scooby-Doo, Scooby-Doo 2. – Szörnyek póráz nélkül, 2004)

### Magyar szinkronhangok
- Kristóf Tibor (90-es évek elején a Zoom szinkronos változatokban)
- Hankó Attila (A Scooby-Doo-show (1–2. évad), 1998–2000)
- Vass Gábor (2001–2020)
- Melis Gábor (2006–jelen)
- Bodrogi Attila (2007-ben, a Johnny Bravo Micsoda éjszaka című szegmens, 2. szinkronjában)
- Bognár Tamás (Lego Scooby-Doo – Tajték-parti bingóparti, 2017)

## Rokonai/barátai
Köszönhetően a rengeteg elkészült epizódnak, az évek során Scooby sok rokonát ismerhettük meg.
- Shobby-Doo: Shobby-Doo a Mizújs, Scooby-Doo?-ban tűnt fel. Bozont Mexikói barátjának a kutyája. Scooby és Shobby olyanok mintha testvérek lennének. Shobby is gyáva.
- Dooby-Doo: Scooby ikertestvére (hármasikrek), énekes. Azon kevés rokonok egyike, akinek fején haj van.
- Skippy-Doo: Scooby másik ikertestvére, nagyon intelligens. Ő az egyedüli a családban, aki szemüveget visel.
- Yabba-Doo: Scooby testvére. Szintén egy fehér kutya, akinek a tulajdonosa a délkeleti Deputy Dusty. Ő a sorozat végén a „Yippity-Yabbity-Doooo” felkiáltással búcsúzik.
- Ruby-Doo: Scooby lánytestvére, Scrappy édesanyja.
- Howdy-Doo: Scooby fiú testvére, aki imádja a szupermarketek reklámújságait olvasni.
- Scrappy-Doo: Scooby fiatal unokaöccse (Testvérének Ruby-Doo-nak a fia). Scrappy a legnevezetesebb Scooby rokonai közül. 1979-től visszatérő karaktere a sorozatnak. Legfőbb jellemvonása az akaratosság és az, hogy szembeszálljon a gonosztevőkkel és megküzdjön velük (nagybátyjával ellentétben). Nem ismeri fel Scooby gyávaságát, szemében nagybátyja egy hős. Bozont és Scooby jelen volt születésénél. Az első emberekkel forgatott filmben negatív szereplőként tüntették fel, mert a közönség ellenérzéseket tanúsított Scrappy felé. A többi egész estés animációk reklámanyagáról (még a borítókról is) eltüntették Scrappy figuráját, bár a filmekben a ugyanúgy tovább szerepeltették.
- Scooby-Dum: Scooby unokatestvére. Egy kékesszürke kutya, aki világ életében detektív akart lenni. De eléggé lassú a felfogása, még jóval a rejtély megoldása után is keresi a válaszokat.
- Scooby-Dee: Scooby unokatestvére. Egy fehér kutya, aki déli akcentussal beszél és korábban színésznő volt. S bár Ő és Scooby unokatestvérek voltak, Ö inkább szerelmesként viselkedett.
- Whoopsy-Doo: Scooby unokatestvére, foglalkozása bohóc. Gazdája Bozont nagybátyja.
- Dixie-Doo: Scooby unokatestvére.
- Horton-Doo: Scooby nagybátyja, a tudományok és a szörnyek iránt érdeklődik.

A részek során megjelenik még Scooby anyja, apja, nagyapja, dédapja, valamint egy oroszlán, aki azt hiszi, hogy Scooby unokatestvére.